# Rodvínov
Rodvínov (en allemand : Riedwies) est une commune du district de Jindřichův Hradec, dans la région de Bohême-du-Sud, en République tchèque. Sa population s'élevait à 609 habitants en 2020.

## Géographie
Rodvínov se trouve à 5 km au nord-est de Jindřichův Hradec, à 48 km au nord-est de České Budějovice et à 111 km au sud-sud-est de Prague.
La commune est limitée par Horní Skrýchov au nord-ouest, par Jarošov nad Nežárkou au nord-est, par Blažejov à l'est, par Jindřichův Hradec au sud et à l'ouest.

## Histoire
La première mention écrite du village date de 1319.

## Administration
La commune se compose de deux quartiers :
- Jindřiš
- Rodvínov